# Serge Garant
Pour les articles homonymes, voir Garant.
Serge Garant, né le 22 septembre 1929 à Québec et mort le 1er novembre 1986 à Sherbrooke, était un pianiste, chef d'orchestre, compositeur, animateur de radio et professeur québécois.

## Biographie
Serge Garant s'initie à la musique à l'âge de 11 ans en suivant des cours de clarinette, de saxophone, de piano et d'harmonie. Il joue bientôt au sein d'orchestres de danse et avec l'Orchestre symphonique de Sherbrooke en tant que clarinettiste. Il se produit également en concert en tant que pianiste et avec l'orchestre de jazz de Don Ellis comme saxophoniste.
En 1948, attiré par la composition, il commence des cours avec Claude Champagne. Il découvre alors les œuvres d'Arnold Schönberg et d'Anton Webern qui tracent la voie à sa propre démarche.
Garant part ensuite pour Paris en 1951 afin de suivre les cours d'Olivier Messiaen et d'Andrée Vaurabourg. C'est là, à 22 ans, qu'il rencontre Pierre Boulez et Karlheinz Stockhausen. Il s'initie à leur contact à la musique sérielle. L'enseignement de Messiaen au Conservatoire lui ouvrira de nouvelles perspectives, tant sur le plan musical, au niveau du rythme et du timbre, que de la pédagogie.
De retour au pays l'année suivante, il délaisse l'interprétation pour se consacrer plutôt à la composition. Il vient ensuite s'installer à Montréal en 1953. Infatigable, il suit des cours de contrepoint avec Jocelyne Binet, se consacre à des activités d'accompagnateur, d'arrangeur et de chef d'orchestre à diverses émissions radiophoniques et télévisées et organise des concerts de musique nouvelle, dont un hommage à Webern en 1955 pour souligner le 10e anniversaire de sa mort. À cette occasion, Garant compose Nucléogame, considéré comme la première œuvre canadienne de musique mixte, combinant des instruments traditionnels à des sonorités pré-enregistrées sur bande magnétique.
Ces concerts sont présentés durant toute la décennie, permettant au public montréalais de se familiariser avec les grands noms de la composition de l'époque. Lui-même actif et de plus en plus connu en tant que compositeur, Garant reçoit des commandes. Mauricio Kagel dirige son œuvre Anerca en 1961, à l'occasion de l'importante Semaine internationale de musique actuelle de Montréal. Le pianiste Claude Helffer interprète à Paris sa pièce Asymétries no 1 en 1965.
Les années qui suivent marquent un jalon important dans la carrière de Serge Garant. Il devient d'abord, en 1967, directeur musical et directeur artistique de la Société de musique contemporaine du Québec (SMCQ), fondée par Jean Papineau-Couture, Maryvonne Kendergi, Wilfrid Pelletier et Hugh Davidson. Il demeure au sein de cet organisme jusqu'à sa mort en 1986. Sous sa gouverne, la SMCQ s'impose comme un important pôle de diffusion de la musique contemporaine au Québec. Garant est également un animateur actif, défendant cette musique sur plusieurs tribunes. Il est ainsi nommé professeur de composition et d'analyse à la Faculté de musique de l'Université de Montréal à partir de 1968. Il dirige l'orchestre de la SMCQ (l'Ensemble de la SMCQ) lors de plusieurs tournées. Enfin, il anime l'émission Musique de notre siècle à la radio de la Société Radio-Canada de 1971 à 1986.
Serge Garant meurt le 1er novembre 1986 à Sherbrooke.
Le Prix Serge-Garant est créé en son honneur par la Fondation Émile-Nelligan en 1990. Il s'agit d'un prix triennal de composition musicale qui a été décerné pour la première fois en 1991 à Denys Bouliane. 

## Démarche
La musique de Serge Garant puise à plusieurs écoles de pensée, principalement la musique sérielle et la musique aléatoire, souvent sur des textes engagés ou littéraires. Il écrit aussi bien pour instruments solos que pour orchestre, ainsi que des cycles de mélodies et des musiques inspirées de Jean-Sébastien Bach comme son cycle Offrande.
« L'aventure de la création est essentiellement solitaire… L'œuvre prend corps quand je commence à lutter avec les problèmes techniques qu'elle soulève, problèmes que je dois résoudre avec le plus de science, le plus d'élégance et le plus d'authenticité possibles. »

## Principales œuvres
- 1948, Conte pour instruments.
- 1949, Prélude pour piano.
- 1949, Un grand sommeil noir pour soprano et piano.
- 1950, Musique pour saxophone et harmonie.
- 1950, Sonatine pour piano.
- 1950, Fantaisie pour clarinette et piano.
- 1950, Ode pour orchestre à cordes.
- 1951, Musique pour saxophone et orchestre.
- 1951, Trois tableaux sonores pour voix et piano.
- 1952, Concerts sur terre pour voix et piano.
- 1952, Et je prierai pour ta grâce pour voix et piano.
- 1953, Danserie pour piano.
- 1953, Pièce pour piano no 1.
- 1954, Caprices pour voix et piano.
- 1954, Musique pour la mort d'un poète pour piano et cordes.
- 1954, Musique rituelle pour piano.
- 1954, Variations pour piano.
- 1955, Cinq chansons enfantines pour ténor et quatuor à cordes.
- 1955, Nucléogame pour instruments et bande.
- 1957, Canon VI pour instruments.
- 1958, Asymétries no 1.
- 1958, Pièce pour quatuor à cordes.
- 1959, Asymétries no 2.
- 1961, Anerca pour instruments et voix.
- 1962, Cage d'oiseau pour soprano et piano.
- 1962, Pièce pour piano no 2.
- 1963, Ouranos pour orchestre.
- 1964, Ennéade pour orchestre.
- 1967, Phrases I pour mezzo-soprano, piano et percussion.
- 1968, Amuya pour instruments.
- 1968, Jeu à quatre pour 4 groupes instrumentaux.
- 1968, Phrases II pour 2 orchestres.
- 1969, Offrande I pour soprano et instruments.
- 1970, Offrande II pour orchestre.
- 1971, Offrande III pour instruments.
- 1972, Circuit I pour six percussionnistes.
- 1972, Circuit II pour instruments.
- 1973, Circuit III pour instruments.
- 1975, ...chants d'amours pour voix et instruments.
- 1976, Rivages pour baryton et instruments.
- 1978, Quintette pour instruments.
- 1981, Plages pour orchestre.

## Distinctions
- 1971 - Médaille du Conseil canadien de la musique
- 1979 - Prix Calixa-Lavallée de la Société Saint-Jean-Baptiste de Montréal
- 1979 - Officier de l'Ordre du Canada
- 1980 - Prix Jules-Léger pour la musique nouvelle
- 1984 - Prix du Conseil des Arts du Canada pour la musique
- 1986 - Membre de la Société royale du Canada

## Hommages toponymiques
La rue Serge-Garant a été nommée en son honneur, en 2003, dans la ville de Québec.